# Depresión tropical Auring (2009)
La depresión tropical Auring fue la primera depresión tropical en formarse durante la temporada de tifones del Pacífico de 2009. Auring se formó de un área de baja presión al este de las Filipinas a finales de diciembre de 2008. Moviéndose hacia el oeste, se organizó lentamente y se le designó como una depresión  tropical menor por la Agencia Meteorológica de Japón (JMA), el 3 de enero. Más tarde ese día, la Administración de Servicios Atmosféricos, Geofísicos y Astronómicos (PAGASA) le puso el nombre a la depresión  como Auring. Después de ser nombrada, Auring comenzó a debilitarse debido al aumento de la cizalladura del viento. Al 7 de enero la depresión carecía de convección, y se convirtió en una zona de baja presión.
Auring provocó fuertes lluvias inundando la zona oriental de las Filipinas. Una persona resultó muerta y otras dos quedaron desaparecidos. Un total de 305 hogares fueron destruidos y otros 610 sufrieron daños. Además, un estimado de 53 hectáreas (130,9 acres) de arroz y 3,5 hectáreas (8,6 acres) de maíz sufrieron daños. Alrededor de 43.851 personas se vieron afectadas por la depresión y los daños se estimaron en PHP 23 millones (498.318 dólares USD).

## Preparaciones e impacto
Al ser clasificada como depresión tropical, la Administración de Servicios Atmosféricos, Geofísicos y Astronómicos emitió el Aviso Público de Tormentas #1 para la isla Samar, Leyte, las Islas Camotes, Surigao del Norte, Isla Siargao y la Isla Dinagat ya que se esperaban vientos de hasta 60 km/h (37 mph). Tres horas más tarde, la Isla Biliran también fue puesta bajo la señal de advertencia. El 4 de enero, todas los avisos, excepto en Samar Oriental, fueron cancelados una vez que Auring se alejaba de las Filipinas. El aviso de advertencia de Samar Oriental fue cancelado temprano al día siguiente.

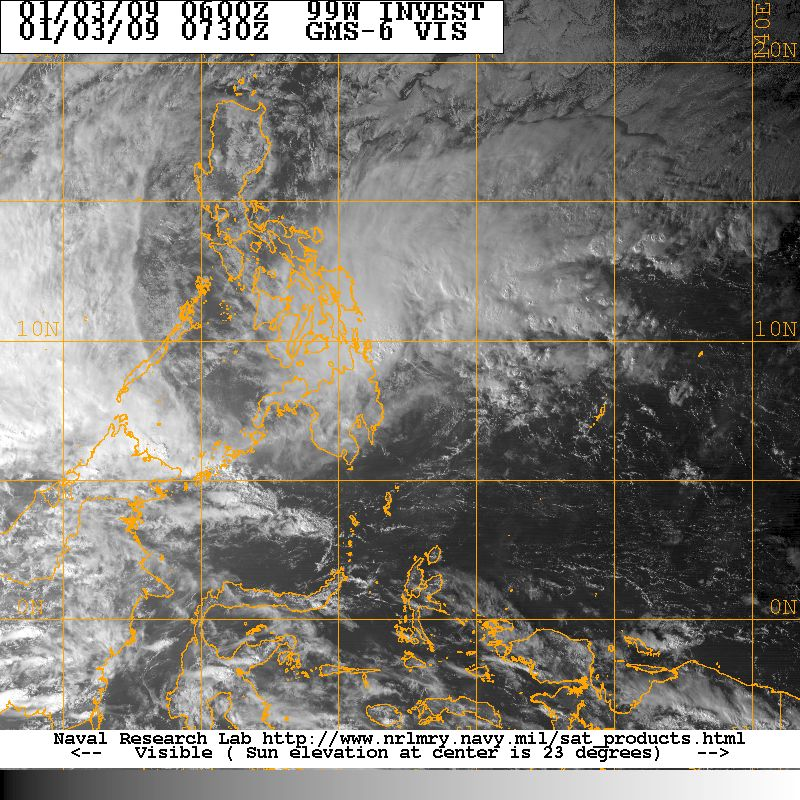
Depresión tropical Auring el 3 de enero.

Las fuertes lluvias de Auring provocaron inundaciones en las provincias orientales de las Filipinas. Un total de 38.764 personas fueron evacuadas para evitar inundaciones. Las lluvias causaron que el río Cagayán de Oro se creciera, causándole la muerte a un niño de 12 años de edad en Gingoog. Otras dos personas reportadas como desaparecidas. Alrededor de 12.211 personas se quedaron varadas en los puertos debido a condiciones peligrosas causadas por la depresión. Otros 14 camiones, 44 vehículos ligeros, 75 autobuses de pasajeros, 27 buques y 295 rodaduras de carga también fueron hundidas. Graves inundaciones destruyeron 305 viviendas, 199 de los cuales fueron en el distrito de Macasandig. Otras 610 viviendas sufrieron daños. Se estima que 53 hectáreas (130,9 acress) de arroz y 3,5 hectáreas (8,6 acres) de maíz sufrieron daños. Alrededor de 43.851 personas se vieron afectadas por la tormenta, principalmente a lo largo del río Cagayán. The remnants of Auring brought heavy rains to the flooded areas again on January 7, triggering several landslides which blocked off roads and damaging power lines, leaving parts of the Catanduanes without power for several hours. Los daños causados por la depresión se estima en PHP 23 millones ($ 498.318 USD).